# فيمكا ديكر
فيمكا ديكر (بالهولندية: Femke Pauline Dekker)‏ هي مجدفة هولندية، ولدت في 11 يوليو 1979 في لايدردورب في هولندا.

## وصلات خارجية
- فيمكا ديكر على موقع الاتحاد الدولي للتجديف (الإنجليزية)
- فيمكا ديكر على موقع اللجنة الأولمبية الدولية (الإنجليزية)
- فيمكا ديكر على موقع أوليمبيديا (الإنجليزية)